# Херм (митологија)
Херм (грч. Ἕρμος) је у грчкој митологији био речни бог из Лидије у Анатолији.

## Митологија
Био је син Океана и Тетије. Његова река је протицала кроз Лидију и уливала се у Егејско море крај планине Сипил. Извирала је на планини Дидиму у централној Фригији и у њу су се уливале многе мање реке које су потицале са планине Тмол (персонификована као бог Тмол), од којих је најважнија златоносни Пактол (такође персонификована у истоименог бога). Хермове кћерке су можда биле Морија и Нејра.

## Друге личности
- Према Аполодору, био је један од Египтида, Калијадниних синова, ожењен Данаидом Клеопатром.[2]
- Роберт Гревс је помињао племића из Атине по имену Херм. Када се Тезејев пријатељ Солоид убио, Тезеј се јако ражалостио. Пошто му је пророчиште у Делфима дало савет да када год се ражалости у туђини оснује град и остави неке од својих другова да управљају њиме, он је основао град Питопољ у част Аполона Питијског и ту оставио Солоидову браћу Еунеја и Тоанта, али и племића Херма.[3] Према Плутарху, Хермесова кућа у том граду је названа заправо по њему, али је грешком промењено име у име бога.[4]